# Брукс (авіабаза)

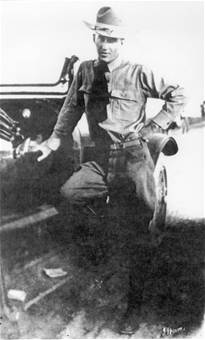
Сідні Джонсон Брукс-молодший, перший льотчик-курсант, який загинув у Сан-Антоніо під час льотної підготовки в період Першої світової війни.

Військово-повітряна база Брукс (англ. Brooks Air Force Base) — колишній об'єкт ВПС США, розташований у Сан-Антоніо , штат Техас, за 7 миль (11 км) на південний схід від центру Сан-Антоніо.
У 2002 році базу Брукс було перейменовано в Брукс-Сіті-Бейс (англ. Brooks City-Base), коли власність було передано Управлінню розвитку Брукса в рамках унікального проєкту між місцевим урядом, урядом штату та федеральним урядом. Управління розвитку Брукса тепер є власником і оператором нерухомості та перебудовує його як центр науки, бізнесу та технологій. Повітряні сили були найбільшим орендарем бази Брукс Сіті.

## Історія
16 лютого 1918 року Келлі Філд № 5 стало окремим постом і отримало назву «Брукс Філд» на честь авіатора з Сан-Антоніо Сідні Джонсона Брукса-молодшого. Першим командиром Брукс Філд був підполковник Г. Конгер Претт, який до цього був кавалеристом.
З часу заснування до 1919 року Брукс Філд використовувався для навчання кадетів на літаках Curtiss JN-4, які використовувалися для навчання на повітряних кулях та дирижаблях. Програма була скасована в 1922 році, коли армія США переоцінила корисність дирижаблів і повітряних куль.
Після скасування навчання на дирижаблях, на Брукс Філд була створена 11-а шкільна група як Початкова льотна школа Авіаційної служби Армії США та Повітряного корпусу Армії США. Школа продовжувала працювати до 1931 року, коли вона переїхала до Рендольфу в Сан-Антоніо. Після цього Брукс Філд став новим домом для Центру повітряного спостереження.
Під час Другої світової війни на аеродромі Брукс Філд розташовувалися Школа бойового спостереження і Вища льотна школа (спостереження). Програма продовжувала діяти до 1943 року, коли її було розформовано. Після цього навчання в школі перейшло на двомоторні літаки, а згодом пілотів почали готувати до польотів на бомбардувальнику B-25.
Після війни Брукс Філд розміщував кілька тактичних і резервних підрозділів, а в 1948 році Брукс Філд офіційно став військово-повітряною базою Брукс.
З початку 1950-х років на базі ВПС Брукс був створений Аерокосмічний медичний центр, до складу якого входила Школа аерокосмічної медицини (SAM). У 1957 році науковці SAM переїхали до новозбудованого центру на базі Брукс. SAM допомагала Національному управлінню з аеронавтики і дослідження космічного простору (NASA) у проєкті «Меркурій» і слугувала резервним майданчиком для зразків місячного ґрунту, привезених на Землю під час місій «Аполлон» між 1969 і 1972 роками. Програма повітряної евакуації на авіабазі Брукс виявилась життєво важливою для лікування поранених під час війни у В'єтнамі.
Президент Джон Ф. Кеннеді віддав школу аерокосмічної медицини 21 листопада 1963 року, за день до свого вбивства в Далласі, Техас. Це був останній офіційний акт Кеннеді як президента.
Після війни у В'єтнамі місія бази звузилася до проведення специфічних досліджень, пов'язаних з льотчиками та персоналом ВПС США. У 1991 році ВПС були обрані для розміщення Лабораторії Армстронга, яка включала Лабораторію людських ресурсів ВПС, Лабораторію тестування ліків ВПС, Лабораторію аерокосмічних медичних досліджень ім. Гаррі Г. Армстронга, Лабораторію гігієни праці та навколишнього середовища ВПС, а також лабораторні функції SAM.